# ميثانانية جرثومية
الميثانانية الجرثومية (الاسم العلمي: Methanomicrobia) هي طائفة من العتائق تتبع شعبة العتائق العريضة.

## رتب
- ميثانيات جرثومية
- ميثانيات خليوية
- ميثانيات رزمية